# محاسبات و سیستم‌های عصبی
برنامه محاسبات و سیستم‌های عصبی (سی‌ان‌اس) در سال ۱۹۸۶ در موسسه فناوری کالیفرنیا تأسیس شد. هدف از تأسیس این برنامه، آموزش دانشجویان دوره دکتری علاقه‌مند به بررسی رابطه بین ساختار مدارها/شبکه‌های شبیه نورون و محاسبات انجام شده در چنین سیستم‌هایی، خواه طبیعی یا مصنوعی، هستند. این برنامه برای تقویت تبادل ایده و همکاری مهندسین، علوم اعصاب و نظریه پردازان طراحی شده‌است.

## تاریخچه
در اوایل دهه ۱۹۸۰، با ایجاد مبانی وی‌اِل‌اِس‌آی، کارور مید به بررسی شباهت بین محاسبات انجام شده در مغز و نوع محاسباتی که می‌تواند در مدارهای الکترونیکی سیلیکونی آنالوگ انجام شود، علاقه‌مند شد. در راستای گسترش مطالعات خود، مید به جان هاپفیلد پیوست که در زمینه مبانی نظری محاسبات عصبی، در حال تحصیل بود. اولین دوره مشترک مید و هاپفیلد در این زمینه با عنوان «فیزیک محاسبات» برگزار شد؛ هاپفیلد در مورد کار خود در شبکه‌های عصبی و مید در مورد کار خود در زمینه تکرار ساختارهای عصبی در مدارهای الکترونیکی بسیار یکپارچه تدریس می‌کردند. با توجه به علاقه دانشجویان و دانشکده‌ها، آنها تصمیم گرفتند تا در سال بعد بر این مضامین گسترش دهند. ریچارد فاینمن به آنها پیوست و سه دوره جداگانه نتیجه گرفت: هاپفیلد در شبکه‌های عصبی، مید در مدارهای آنالوگ عصبی، و دوره فاینمن دربارهٔ فیزیک محاسبات. در این مرحله، مید و هاپفیلد فهمیدند که حوزه جدیدی پا به عرصه گذاشته‌است که در آن، دانشمندان اعصاب و افرادی که مدل‌ها و مدارهای رایانه ای را انجام می‌دهند در حال گفتگو هستند.
در پاییز ۱۹۸۶، جان هاپفیلد پیشگام تشکیل یک دوره دکتری بین‌رشته‌ای شد تا سوالاتی که در مورد ارتباط بین عصب‌زیست‌شناسی و مهندسی برق، علوم رایانه و فیزیک به وجود می‌آیند، مورد مطالعه قرار گیرند. این دوره سیستم‌های محاسباتی و عصبی (سی‌ان‌اس) نامیده شد و موضوع وحدت بخش آن، ارتباط بین ساختار فیزیکی یک سیستم محاسباتی (سخت‌افزار فیزیکی یا بیولوژیکی)، پویایی عملکرد آن و نیز مشکلات محاسباتی است که می‌تواند به‌طور مؤثر حل کند. ایجاد این برنامه چند رشته‌ای عمدتاً ناشی از پیشرفت در چندین جبهه است که قبلاً نامرتبط انگاشته می‌شدند: تجزیه و تحلیل سیستم‌های عصبی پیچیده در هر دو سطح تک سلولی و شبکه‌های سلولی با استفاده از تکنیک‌های مختلف (به ویژه، ضبط گیره پچ، الکتروفیزیولوژی درون و بین یاخته‌ای یک یا چند سلول ناشی از تکنیک‌های تصویربرداری از مغز حیوانات و تصویربرداری عصبی کارکردی مانند تصویربرداری تشدید مغناطیسی کارکردی)، تجزیه و تحلیل نظری ساختارهای عصبی (علوم اعصاب محاسباتی) و مدل‌سازی شبکه‌های عصبی مصنوعی برای اهداف مهندسی. این برنامه با تعداد کمی از دانشکده‌های موجود در بخش‌های مختلف آغاز شد. کارور مید، جان هاپفیلد، دیوید ون اسن جفری فاکس، جیمز باوور، مارک کونیشی، جان آلمان، اد پوزنر و دمیتری سوالتیس حضور داشتند. اولین استاد خارجی، کریستوف کخ، در آن سال استخدام شد.
از سال ۱۹۹۰، به حدود ۱۱۰ دانشجوی تحصیلات تکمیلی مدرک دکترا و به ۱۴ دانشجو، مدرک کارشناسی ارشد در سی‌ان‌اس اعطا شده‌است. حدود دو سوم از فارغ التحصیلان سی‌ان‌اس مشاغل دانشگاهی را دنبال کردند و بقیه فارغ التحصیلان یا خود شرکت‌های نوپا ایجاد کردند یا به شرکت‌های نوپا پیوستند. در این مدت، میانگین مدت دوره دکترا ۵٫۶ سال بوده‌است.
در این مدت، مأمورین اجرایی برنامه سی‌ان‌اس عبارت بودند از: جان هاپفیلد، دمیتری سوالتیس، کریستوف کخ و پیترو پرونا.

## همایش‌ها و کارگاه‌های مرتبط
فارغ‌التحصیلان سی‌ان‌اس تعدادی کنفرانس و کارگاه آموزشی را به تنهایی یا با دیگران تأسیس کرده‌اند:
- نشست اسنوبیرد [د]  در زمینه شبکه‌های عصبی برای محاسبات، در سال ۱۹۸۴.
- سیستم‌های پردازش اطلاعات عصبی[ذ] در سال ۱۹۸۷.
- روش‌ها در علوم اعصاب محاسباتی در آزمایشگاه بیولوژی دریایی [ر] در وودز هول[ز]، در سال ۱۹۸۸.
- مدرسه تابستانی تلورید در مهندسی سیستم‌های نورومورفیک[ژ][persian-alpha 15]، در سال ۱۹۹۳.

## برنامه‌های دانشگاهی مرتبط
- مؤسسه نوروانفورماتیک در زوریخ، سوئیس
- مرکز بین رشته‌ای برای محاسبات عصبی در دانشگاه عبری در اورشلیم، اسرائیل

## فارغ التحصیلان برجسته
- دیوید جی سی مک کی - استاد فلسفه طبیعی در گروه فیزیک دانشگاه کمبریج و مشاور ارشد علمی وزارت انرژی و تغییرات آب و هوا انگلستان.
- برونو اولشائوزن - مدیر مرکز ردوود برای علوم عصبی نظری، دانشگاه کالیفرنیا برکلی.
- کابنا بوهن[س] - استاد مهندسی زیست مهندسی، دانشگاه استنفورد.
- میشا ماهوالد[ش]
- اریک وینفری[ص] - استاد، مؤسسه فناوری کالیفرنیا.
- لورنت آیتی[ض] - استاد دانشگاه کالیفرنیای جنوبی.
- توبیاس دلبروک[ط] - استاد فیزیک و مهندسی برق، مؤسسه فناوری فدرال زوریخ.

## واژه‌نامه
1. ↑  Computation and Neural Systems
2. ↑   Carver Mead
3. ↑  patch clamp recording
4. ↑  David van Essen
5. ↑  Geoffrey Fox
6. ↑  James Bower
7. ↑  Mark Konishi
8. ↑  John Allman
9. ↑  Demetri Psaltis
10. ↑  Snowbird
11. ↑  Neural Information Processing Systems
12. ↑  Methods in Computational Neuroscience at the Marine Biological Laboratory
13. ↑  Woods Hole
14. ↑  The Telluride Summer School in Neuromorphic Systems Engineering
15. ↑  Kwabena Boahen
16. ↑  Misha Mahowald
17. ↑  Erik Winfree
18. ↑  Laurent Itti
19. ↑  Tobias Delbruck
20. ↑  Shirley K. Cohen